# Limnomys
Limnomys (Лімноміс) — рід гризунів родини Мишевих. Рід тісно пов'язаний з родом Rattus.

## Опис тварин
Ці тварини досягають довжини тіла близько 13 сантиметрів, хвіст від 15 до 16 сантиметрів. Густе хутро темно-коричневе на спині, живіт бежевий. Вуха маленькі. Задні ноги довгі і стрункі, хвіст довгий і волохатий. Самиці мають пару грудних і дві пари пахових молочних залоз. Череп відносно широкий і високий, писок короткий, барабанна булла велика і плоска. Зубна формула: I 1/1, C 0/0, P 0/0, M 3/3 = 16.

## Проживання
Тварини живуть тільки на філіппінському острові Мінданао. Вони населяють висотні вологі ліси на 2000-2800 метрів над рівнем моря. Про їх спосіб життя більш нічого не відомо.